# Stephan VII.
Stephan VII. (VIII.) (* wohl in Rom; † Februar 931, begraben in Rom) war Papst von Januar 929 bis Februar 931. Die genauen Daten seiner Amtszeit sind allerdings unsicher.

## Benennung
Die Benennung als Stephan VII. (VIII.) hat ihre Ursache darin, dass einer seiner Vorgänger, nämlich der Priester Stephan (II.), der zwei Tage nach seiner Wahl zum Kirchenoberhaupt, jedoch noch vor seiner Bischofsweihe starb, nicht von allen Geschichtsschreibern als Papst anerkannt wurde. In der Fachliteratur wird zur Vermeidung von Missverständnissen daher gelegentlich die Schreibweise Stephan VII. (VIII.) bevorzugt.

## Herkunft, Kardinalpriester
Stephan war vermutlich römischer Abstammung, auch wenn der Name seines Vaters Theudemund auf eine germanische Abkunft hindeutet, möglicherweise eine fränkische. Über seine Mutter ist nichts bekannt.
Stephan war Kardinalpriester von S. Anastasia. Er wurde noch zu Lebzeiten des abgesetzten, eingekerkerten und wohl ermordeten Papstes Johannes X. von der römischen Senatrix Marozia, die von etwa 914 bis 932 den Kirchenstaat beherrschte, als Nachfolger Papst Leos VI. eingesetzt. Das genaue Datum seiner Einsetzung ist aus den Quellen nicht zu ermitteln. Marozias Plan war es, ihren eigenen Sohn Johannes als Papst einzusetzen, und bis dahin möglichst schwache Kandidaten durchzusetzen, die in der Stadt wenig Rückhalt hatten.

## Pontifikat
Aus dem kurzen Pontifikat von nur zwei Jahren sind nur wenige, meist unsichere Urkunden im Zusammenhang mit Privilegierungen von Klöstern überliefert. So bestätigte er die Besitztümer und die Privilegien des Klosters S. Antimo in Chiusi.
Als Fälschungen erwiesen sich hingegen die ihm gleichfalls zugeschriebenen Urkunden für die Klöster S. Vincenzo al Volturno und diejenigen des Reformklosters S. Maria von Brogne in Lothringen, die angeblich durch dessen Gründerabt Gerard erwirkt worden sein sollten.
Mit einer Bulle, ediert in den Regesta Pontificum Romanorum, von der eine Kopie erhalten ist, unterstellte er das Benediktinerkloster von Psalmodi, das sich auf einer Insel in der Diözese Nîmes befand, dem Kloster Joncels, auf dem Festland. Auch untersagte er die Entfremdung seiner Güter. Aus der Tatsache, dass die Zerstörung des Klosters durch Sarazenen zu Anfang des 9. Jahrhunderts keine Erwähnung findet, wurde geschlossen, dass die entsprechende Bulle wohl eher Stephan VI. zuzuordnen sei. Dementsprechend wurde sie von Harald Zimmermann ediert.

## Wahrnehmung
Insgesamt wurde sein Pontifikat (ebenso wie das seines Vorgängers Leo VI.) so wenig beachtet, dass Liutprand in seiner Antapodosis (III, 43) unmittelbar vom Pontifikat Johannes’ X. zu demjenigen Johannes’ XI. voranschreitet, ohne die beiden Päpste auch nur zu nennen.